# Reinhard-Schulz-Preis für zeitgenössische Musikpublizistik
Der Reinhard-Schulz-Preis für zeitgenössische Musikpublizistik fördert junge Musikschriftsteller und Musikkritiker, die sich  mit der Neuen Musik beschäftigen und in den Medien darüber berichten. 
Der Preis ist dem Andenken des Musikjournalisten und Musikwissenschaftlers Reinhard Schulz gewidmet und wurde erstmals 2012 in Graz verliehen. Seit 2014 wird der Preis im Rahmen der Internationalen Ferienkurse für Neue Musik in Darmstadt verliehen. 
Der mit 3000 Euro dotierte Preis richtet sich an deutschsprachige Musikpublizisten im Bereich der zeitgenössischen Musik. Eingereicht werden können Arbeitsproben aus den Bereichen Print, Hörfunk, Film und Fernsehen oder Online-Journalismus.
Partner der Durchführung des Preises sind: Kunstuni Graz, Internationales Musikinstitut Darmstadt, Deutschlandfunk, Bayerischer Rundfunk, ORF, neue musikzeitung, Neue Zeitschrift für Musik, Klangspuren Schwaz, Münchner Kammerorchester, Oper Stuttgart, Landesmusikrat Thüringen, Musikprotokoll im Steirischen Herbst, Forberg-Schneider-Stiftung, Donaueschinger Musiktage, Lucerne Festival, Positionen, MusikTexte, Hessischer Rundfunk (hr2-kultur) und die Gesellschaft für Neue Musik (GNM).

## Preisträger
- 2012: Patrick Hahn
- 2014: Benedikt Leßmann
- 2016: Theresa Beyer
- 2018: Leonie Reineke
- 2020: Friedemann Dupelius
- 2023: Hannah Schmidt